# Australasien

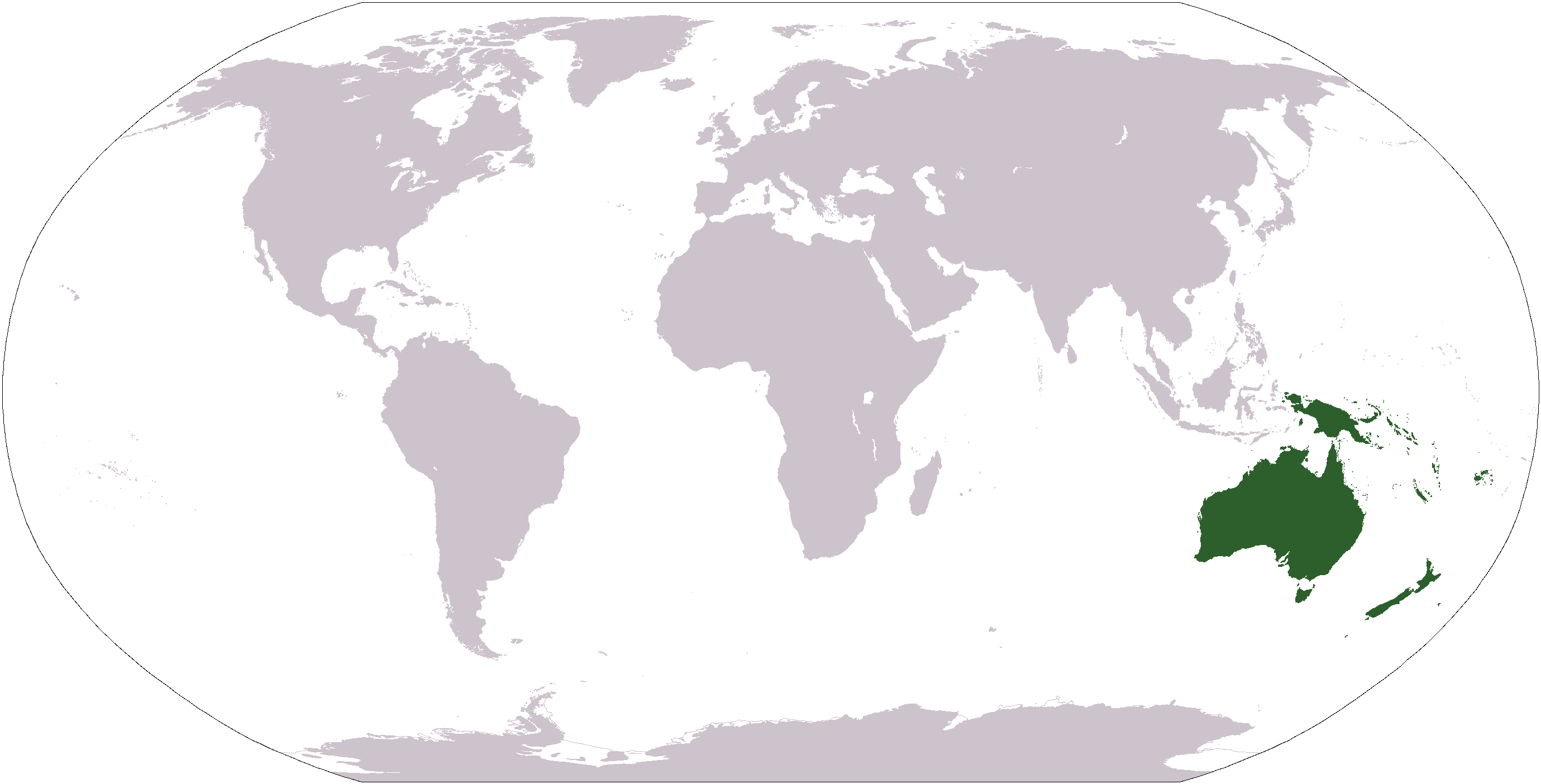
Australasien.

Australasien är en region i Oceanien som ofta används inom anglosaxisk litteratur. Den är inte helt definierad men omfattar ofta Australien, Nya Zeeland, Papua Nya Guinea och ögruppen Melanesien. Andra öregioner i Stilla havet, framför allt Mikronesien och Polynesien, räknas inte. Nya Zeeland kan dock anses även ingå i Polynesien. Däremot kan Malajiska arkipelagen ibland tas med inom definitionen.

## Historik och definition
Namnet Australasien uttrycktes för första gången av Charles de Brosses i Histoire des navigations aux terres australes (1756). Han härledde det från det latinska uttrycket för söder om Asien och drog gränsen mellan Polynesien och sydöstra Stilla havet.
Begreppet används bland annat inom sport för att definiera Australien och Nya Zeeland som ett geografiskt område vid deltagande i tävlingar. Namnet användes för representation av ett kombinerat australiskt och nyzeeländskt lag i Davis Cup från 1905 till 1914, och vid olympiska spelen 1908 och 1912. Australasien är också ett av områdena vid kvalificering till golfens The Open Championship. Namnet uppskattas dock inte av många nyzeeländare, eftersom det i deras mening framhäver Australien för mycket. I stället använder de begreppet Oceanien, trots att det har en annan betydelse. Namnet har heller ingen politisk eller kulturell betydelse. Även om Nya Zeeland och Australien är lika varandra kulturellt har de inte mycket gemensamt med de andra länderna i området.

## Liknande term
En liknande engelskspråkig term är Asia-Pacific. Det används ofta som en samlingsterm för Sydasien, Östasien och Oceanien, bland annat inom ekonomi och idrott. Termen översätts till svenska ofta som Asien-Stillahavsregionen. I ekonomiska sammanhang definieras detta område delvis av medlemskapet inom APEC.

## Bildgalleri

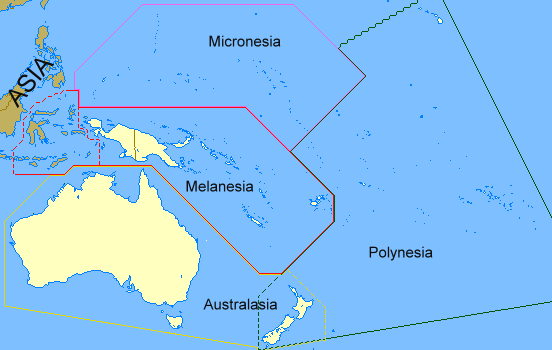
Oceaniens regioner. Nya Zeeland räknas även till Polynesien.
Wallacelinjen skiljer Australasiens och Sydostasiens fauna åt.
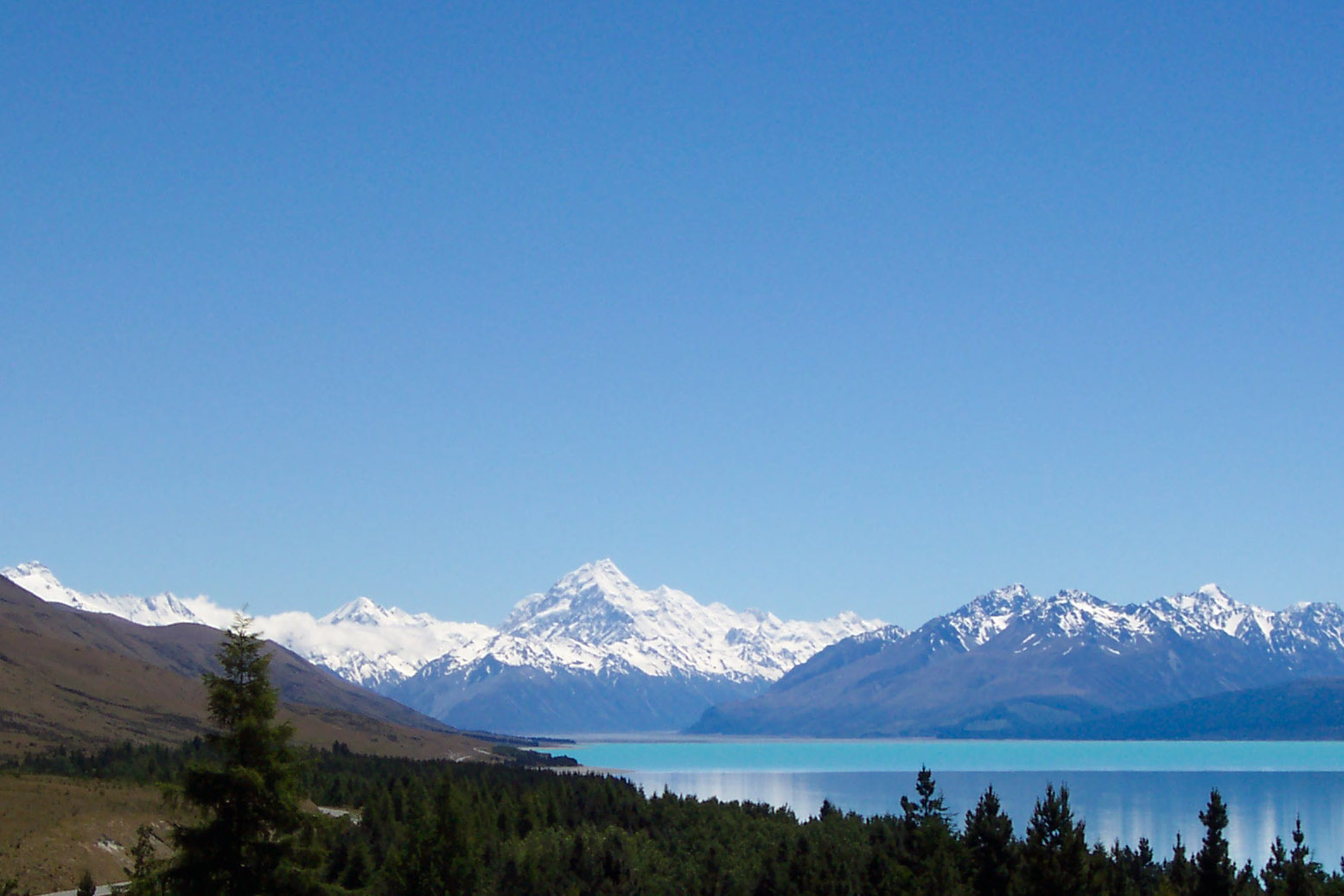
Aoraki/Mount Cook i Sydalperna i Nya Zeeland.
Australasiens olympiska flagga 1908 och 1912.